# Übersee-Club

Das Logo des Übersee-Clubs – ein stilisiertes ÜC – erinnert an das Hamburger Wappen

Der Übersee-Club in Hamburg ist ein gemeinnütziger Verein zur Förderung des Austauschs von Wirtschaft und Wissenschaft. Der Verein wurde 1922 auf Initiative des Bankiers Max Warburg gegründet. 1934 erfolgte die Auflösung und 1948 die Wiedergründung. Der Club residiert seit 1969 am Neuen Jungfernstieg 19 (nach alter Nummerierung 18) an der Binnenalster im denkmalgeschützten Amsinck-Palais. Er gilt heute als einflussreiches Forum für wirtschaftliche und politische Fragen und als exklusiver Gentlemen’s Club.

## Geschichte

### Weimarer Republik und Zeit des Nationalsozialismus

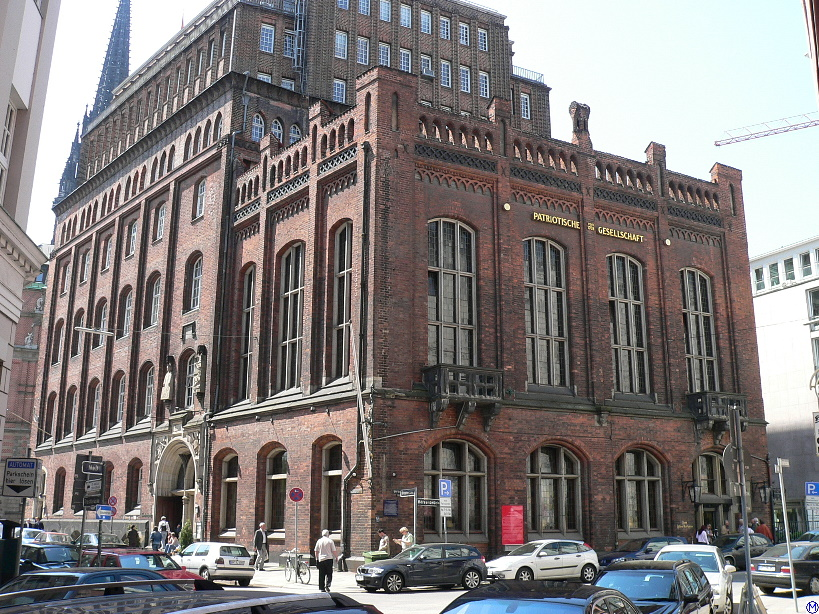
Haus der Patriotischen Gesellschaft, Sitz des Übersee-Clubs von 1922 bis 1934

Nach Ende des Ersten Weltkrieges 1918 lag die deutsche Wirtschaft am Boden. Insbesondere der Überseehandel, bis 1914 mit Hafen, Werften, Reedereien und Handelshäusern der Schwerpunkt der hamburgischen Wirtschaft, war durch die Seeblockade während des Krieges und den Valuta-Mangel nach Kriegsende praktisch zum Erliegen gekommen. Der Hamburger Bankier jüdischer Herkunft Max Warburg regte 1922 die Gründung des Clubs nach dem Vorbild englischer Clubs an, um zum Wiederaufbau der internationalen Wirtschaftsbeziehungen Hamburgs beizutragen. Am 27. Juni 1922 gründeten so Hamburger Kaufleute und Industrielle im Gebäude der Patriotischen Gesellschaft, Ecke Trostbrücke/Börsenbrücke, den Übersee-Club. Dort befand sich daraufhin für viele Jahre der Sitz. Bei der Eröffnung war Warburg nicht anwesend; drei Tage vorher hatten rechtsextreme Attentäter Reichsaußenminister Walther Rathenau, ebenfalls jüdischer Herkunft, ermordet. Auch Warburgs Leben schien bei öffentlichen Auftritten in Gefahr. Auf Bitte des Hamburger Polizeipräsidenten Hugo Campe nahm Warburg daher nicht an der Gründungsversammlung teil. Sein Vortrag wurde von Oberlandesgerichtsrat Wolfgang Fehling verlesen. Warburg wies im Vortragstext auf den engen Zusammenhang zwischen Welthandel und Freihandel, Frieden und Abrüstung hin. Im Hinblick auf den Versailler Vertrag forderte er „Freiheit und Gleichheit für alle Völker“ statt „Tributarbeit zu leisten für das Ausland“. Nicht der englische Wahlspruch «right or wrong – my country» sei Hamburger Kaufleuten angemessen, sondern «Nobis bene, nemini male!», der Spruch über dem Nobistor. („Uns wohl, niemand übel!“)
Von Anfang an stand neben der wirtschaftlichen Ausrichtung auch die Verbindung mit Politik und Wissenschaft im Mittelpunkt. Vorträge vor den Clubmitgliedern wurden unter anderem von Friedrich Ebert, Carl Friedrich Goerdeler, John Maynard Keynes, Albrecht Mendelssohn Bartholdy, Hjalmar Schacht, Oswald Spengler und Gustav Stresemann gehalten. Ein Jahr nach der Machtübernahme der NSDAP stellte der Club 1934 seine Tätigkeit ein.

### Neugründung nach dem Zweiten Weltkrieg
Im Juni 1948 wurde der Club zeitgleich zur Währungsreform mit unveränderter Zielsetzung neu gegründet. Seit 1948 haben im Club alle Bundespräsidenten und Bundeskanzler Deutschlands und weitere bedeutsame Persönlichkeiten Vorträge gehalten, daneben unter anderem  Jassir Arafat, Charles de Gaulle, Werner Heisenberg, Alfred Herrhausen, François Mitterrand und Joseph Kardinal Ratzinger. Jährlicher Höhepunkt der Veranstaltungen und Vorträge ist der Übersee-Tag am 7. Mai in Erinnerung an die Verleihung der Hafenrechte an Hamburg. Der Übersee-Club gilt heute neben dem Anglo-German Club als exklusivster der traditionellen Hamburger Clubs.

### Organisation
Im Herbst 2011 betrug das Durchschnittsalter der ca. 2300 Mitglieder, davon etwa 200 Frauen, 60,2 Jahre. Für eine Mitgliedschaft sind zwei Bürgen notwendig, welche mindestens fünf Jahre Clubmitglied sind. Im Clubhaus werden Herren gebeten, Jackett und Krawatte und Damen entsprechende Kleidung zu tragen.
Der Club wird von einem hauptamtlichen Geschäftsführer geleitet. Die letzten Geschäftsführer waren:
- Klaus D. Dettweiler (1992 bis 2003)
- Burghard Freiherr von Cramm (2003–2014)
- Dr. Thomas Klischan (2014–2023)
- Christian Denso.

Das Präsidentenamt des Übersee-Clubs ist ehrenamtlich und darf nach heutiger Satzung bis zum 70. Lebensjahr ausgeübt werden. Zu den bisherigen Präsidenten zählen:
- Juni–November 1924: Wilhelm Cuno, Generaldirektor der Hamburg-Amerika-Linie. Cuno wurde im November 1924 zum Reichskanzler ernannt und legte daher sein Amt nieder.
- 1924–1933: Franz Heinrich Witthoefft, Partner der Außenhandelsfirma Arnold Otto Meyer und ehemaliger Präses der Handelskammer Hamburg
- 1948–1954: Rudolf Petersen, Kaufmann und erster Nachkriegs-Bürgermeister von Hamburg
- 1955–1963: Rolf Stödter, Reederei John T. Essberger
- 1964–1968: Alwin Münchmeyer, Inhaber von Münchmeyer & Co.
- 1969–1987: Rolf Stödter, während Münchmeyers Amtszeit war Stödter Präses der Handelskammer
- 1988–1991: Carl Heinz Illies, Gesellschafter der Außenhandelsfirma C. Illies & Co., ehemaliger Präses der Handelskammer Hamburg
- 1992–1999: Hellmut Kruse, Vorstandsvorsitzender der Beiersdorf AG, Gesellschafter Wiechers & Helm.[2]
- 2000–2011: Peter von Foerster, Vorstandsvorsitzender der Alsen AG
- 2012–2023: Michael Behrendt, erst Vorstandsvorsitzender, seit 2014 Aufsichtsratsvorsitzender der Hapag-Lloyd AG.[5]
- seit 2024: Dr. Harald Vogelsang, Sprecher des Vorstands der Hamburger Sparkasse AG.

## Amsinck-Palais

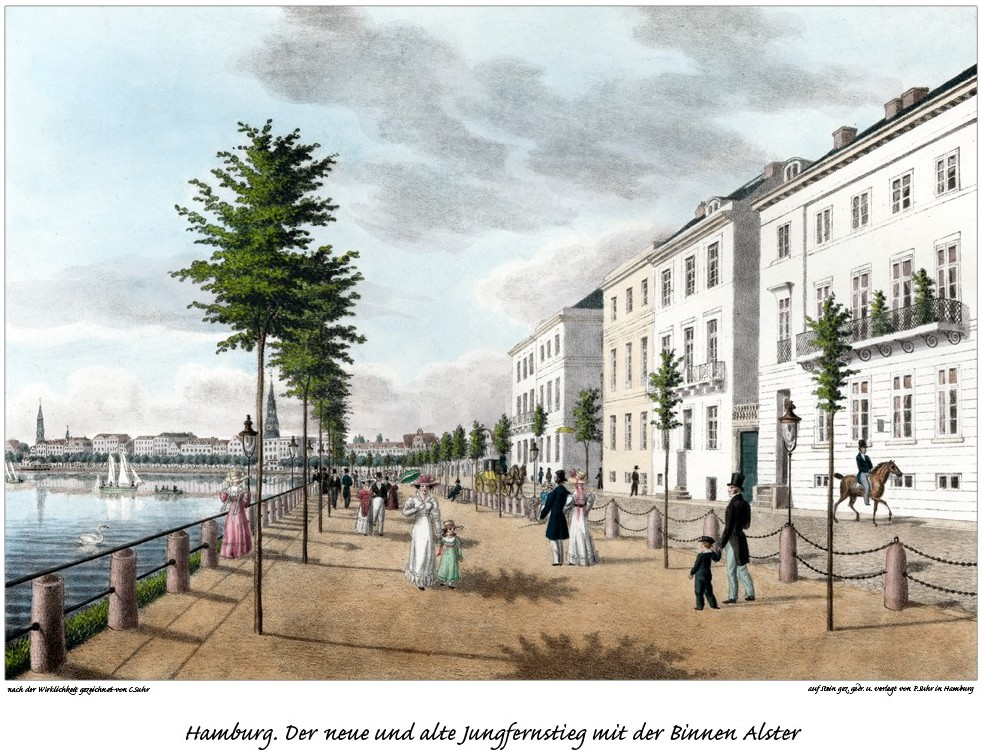
Amsinck-Palais 1830

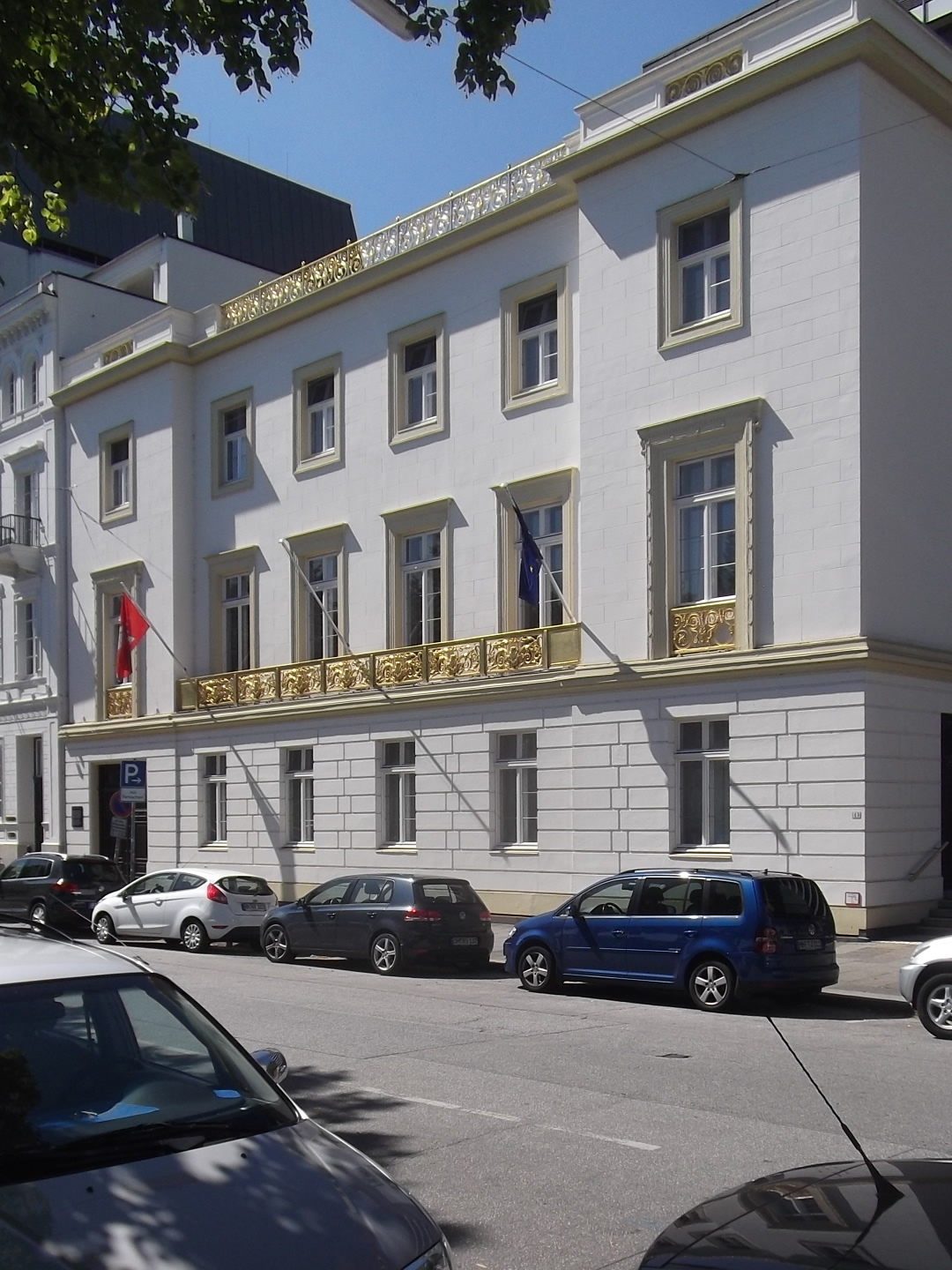
Seit 1969 Sitz des Übersee-Clubs (Amsinck-Palais)

Das heutige Gebäude des Übersee-Clubs wurde von 1831 bis 1833 als kubisches Stadtpalais für Gottlieb Jenisch errichtet. Er war Angehöriger der Hamburger Kaufmannsfamilie Jenisch und der zweite Sohn des Senators Martin Johann Jenisch. Der Entwurf im klassizistischen Stil stammte von dem damals noch jungen Altonaer Architekten Franz Gustav Forsmann. Das dreistöckige Haus beherbergte die Wohnräume der Familie ebenso wie Kontorräume der Firma „Martin Johann Jenisch“, die nach dem Tode Gottlieb Jenischs 1875 unter „Jenisch & Godeffroy“ firmierte. 1882 starb auch die Frau des Bauherren, Caroline Jenisch geb. Freiin von Lützow. Das Haus wurde nun von deren ältester Tochter Emilie Jenisch bis zu deren Tod 1899 bewohnt, allerdings nur im Winter. Im Sommer residierte die ledige Emilie Jenisch im Weißen Haus an der Elbchaussee, das ebenfalls von Forsmann entworfen worden war.
Nach dem Tod der Emilie Jenisch kaufte der aus Hamburg stammende Kaufmann Gustav Amsinck das Gebäude, woraus sich der heutige Name Amsinck-Palais ableitet. Amsinck war in New York ansässig und wohnte hier während seiner Besuche in Hamburg. Er ließ das Haus von den Hamburger Architekten Martin Haller und Hermann Geißler umbauen. Nach Amsincks Tod 1909 gehörte das Palais zum Besitz seiner Witwe, die dort aber nie wohnte.
Nach Ende des Ersten Weltkrieges kaufte eine Versicherungsgesellschaft das Gebäude. Diese Gesellschaft ging in der Nordstern-Versicherung auf, heute Axa. Bei Luftangriffen auf Hamburg, insbesondere der Operation Gomorrha 1943, wurden auch große Teile der Innenstadt zerstört. Das Amsinck-Palais blieb verschont und wurde 1944 unter Denkmalschutz gestellt.
Ab 1969 mietete der Club das Palais, das von 1967 bis 1970 mit Spendenmitteln der Mitglieder wiederhergestellt wurde. Im ersten Stock befinden sich nun ein großer Speisesaal mit Gastronomie, ein Club-Zimmer und zwei Zimmer mit Blick auf die Binnenalster: der Rote Salon und das Jenisch-Zimmer im Empirestil.